# Solofra
Solofra (pronuncia Solófra, /soˈlofra/; Sulofre [suˈlofrə] in dialetto solofrano) è un comune italiano di 11 942 abitanti della provincia di Avellino in Campania. Fa parte dei comuni situati nella valle dell'Irno, benché in realtà il suo territorio appartenga al bacino idrografico del Sarno.
È uno dei quattro principali poli italiani per la lavorazione delle pelli.

## Geografia fisica

### Territorio

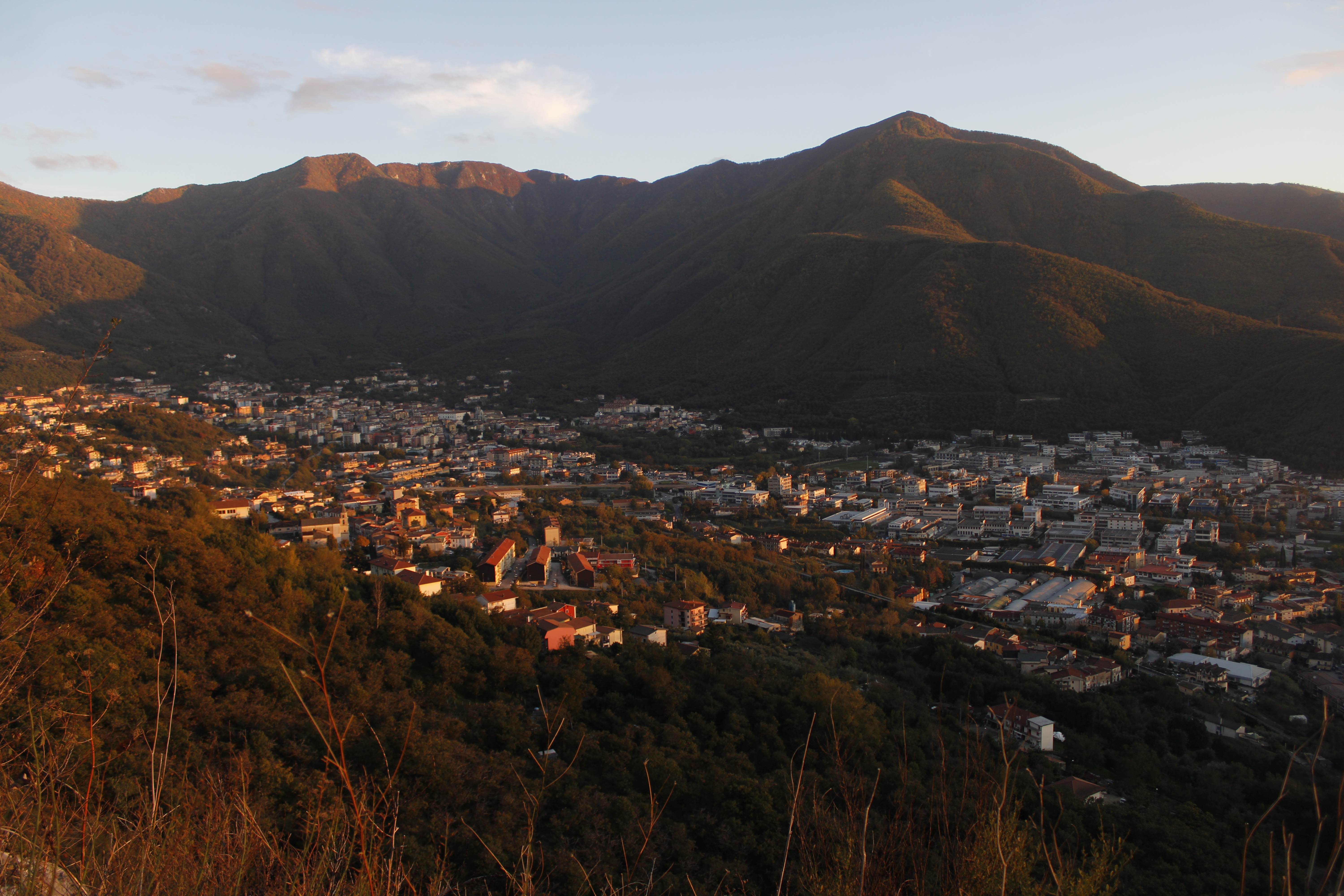
Panorama di Solofra, vista da San Marco

Solofra (400 m s.l.m.) si estende in una conca dei Monti Picentini (il Pizzo San Michele è la cima più elevata) aperta, attraverso Montoro, sulla piana di Mercato San Severino, un vitale nodo della Pianura campana che fa da collegamento tra il bacino dell'Irno e quello del Sarno. Questa posizione geografica ha giovato alla cittadina favorendone la realtà economica.

#### Confini
Solofra confina con i comuni di Aiello del Sabato, Calvanico (SA), Contrada, Montoro e Serino.

#### Idrografia
Sulle pendici del monte Garofano ha origine il torrente Solofrana, che ha sorgenti perenni. Le sorgenti più importanti per portata sono denominate Bocche, che si dividono in sottane e soprane. La maggior parte dell'acqua proveniente da queste sorgenti però è stata incanalata per rifornire l'acquedotto cittadino, quindi il torrente, è spesso a secco nella parte montana e submontana. A valle invece, in località Carpisano, il torrente viene alimentato dall'acqua proveniente dalle industrie, sottoposta a depurazione all'interno del consorzio idrico del Codiso S.p.A., che provvede a liberare le acque reflue dai principali inquinanti della lavorazione conciaria, forieri di elevato inquinamento ambientale.
Tornando a monte sono anche altre sorgenti a carattere stagionale facenti parte del medesimo bacino: il Pozzillo, o Pietra della Madonna, la sorgente del Rialbo (da rivus albus, per lo spumeggiare delle acque).
Altri valloni degni di nota che confluiscono nella Solofrana (sebbene di scarsissima portata) sono il vallone dei Granci, il vallone Cantarelle (o Ficocelle), il vallone Scuro, il vallone della Forna.

#### Orografia
La conca solofrana è circondata a nord dal monte S. Marco (807 m s.l.m.) e dal Pergola (853 m s.l.m.), ad est dal Monte Vellizzano (1032 m s.l.m.) e a sud dal Monte Garofano (1496 m s.l.m.) e dai monti Mai. Di quest'ultimo gruppo di monti fanno parte: le Serre del Torrione (1415 m s.l.m.), il Pizzo San Michele (1567 m s.l.m.) ed il Tuppo dell'uovo (1525 m s.l.m.).

I monti di Solofra, ricchi di sorgenti, fanno parte del parco regionale dei Monti Picentini. Tanti sono i segni dell'attività umana presenti su di essi: vasi preistorici in località Passatoia, risalenti all'età del bronzo, il ponte medioevale sul Rialbo, nella medesima località, le calcare, e le carbonaie per la produzione, rispettivamente, di calce e carbone, e infine le neviere, grandi invasi artificiali posti intorno ai 1200m s.l.m utilizzati in passato per la conservazione della neve, che, grazie alle particolari caratteristiche del punto in cui sono state ricavate (il soleggiamento praticamente assente e la temperatura che anche d'estate si mantiene più bassa) riusciva a resistere fino ai primi di giugno.

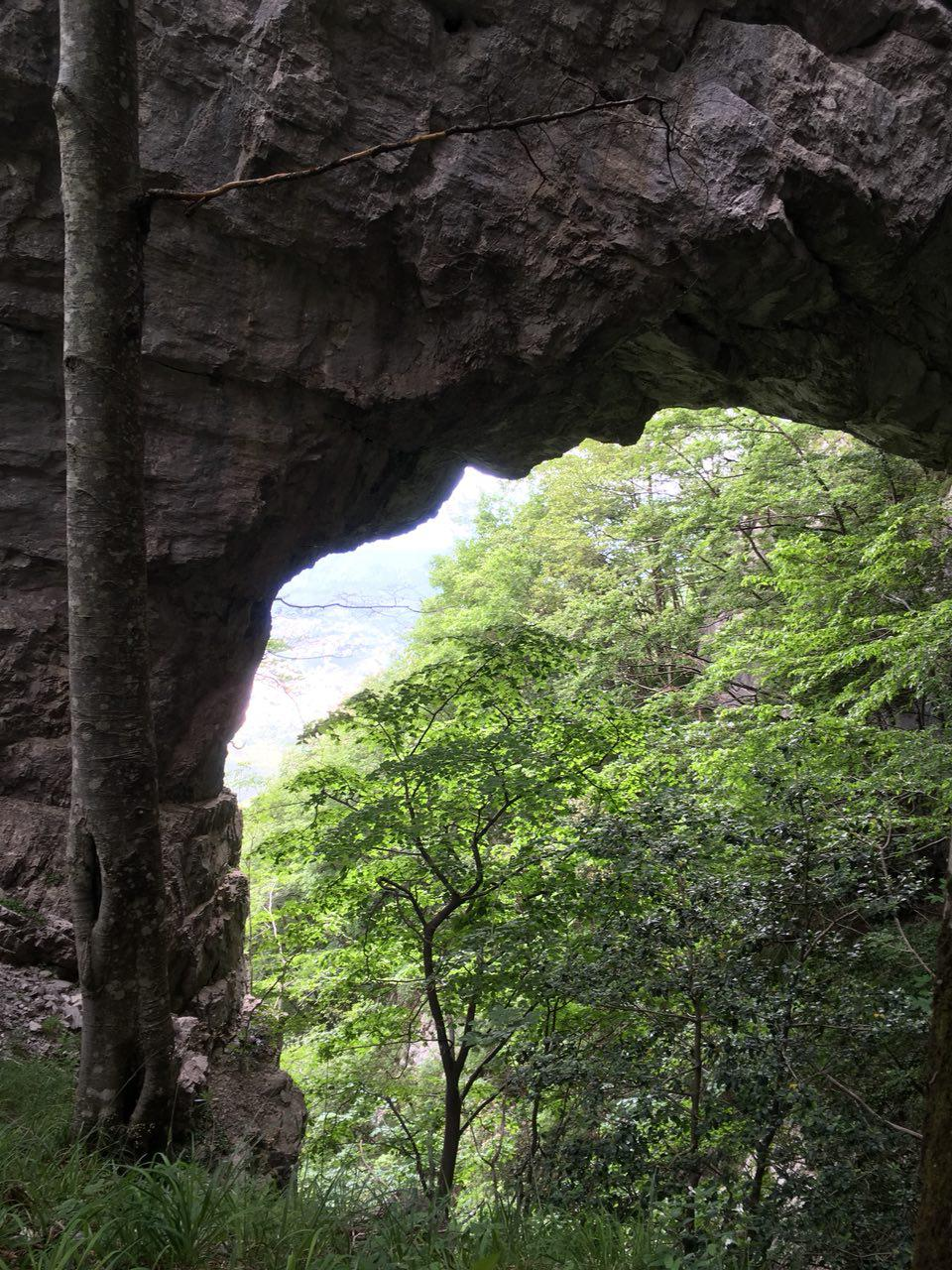
Arco Naturale delle Neviere

 A servizio delle neviere vi era un sentiero, denominato Sentiero CAI 160, quasi totalmente ripristinato, con il quale veniva trasportato a valle il ghiaccio, per poi essere commercializzato. Sul sentiero, inoltre, sono presenti antiche incisioni su roccia in località Grotticelle, che servivano ad indicare la strada. Presso le neviere, poi, c'è un arco naturale, rara formazione carsica dei Picentini.

##### Pizzo San Michele

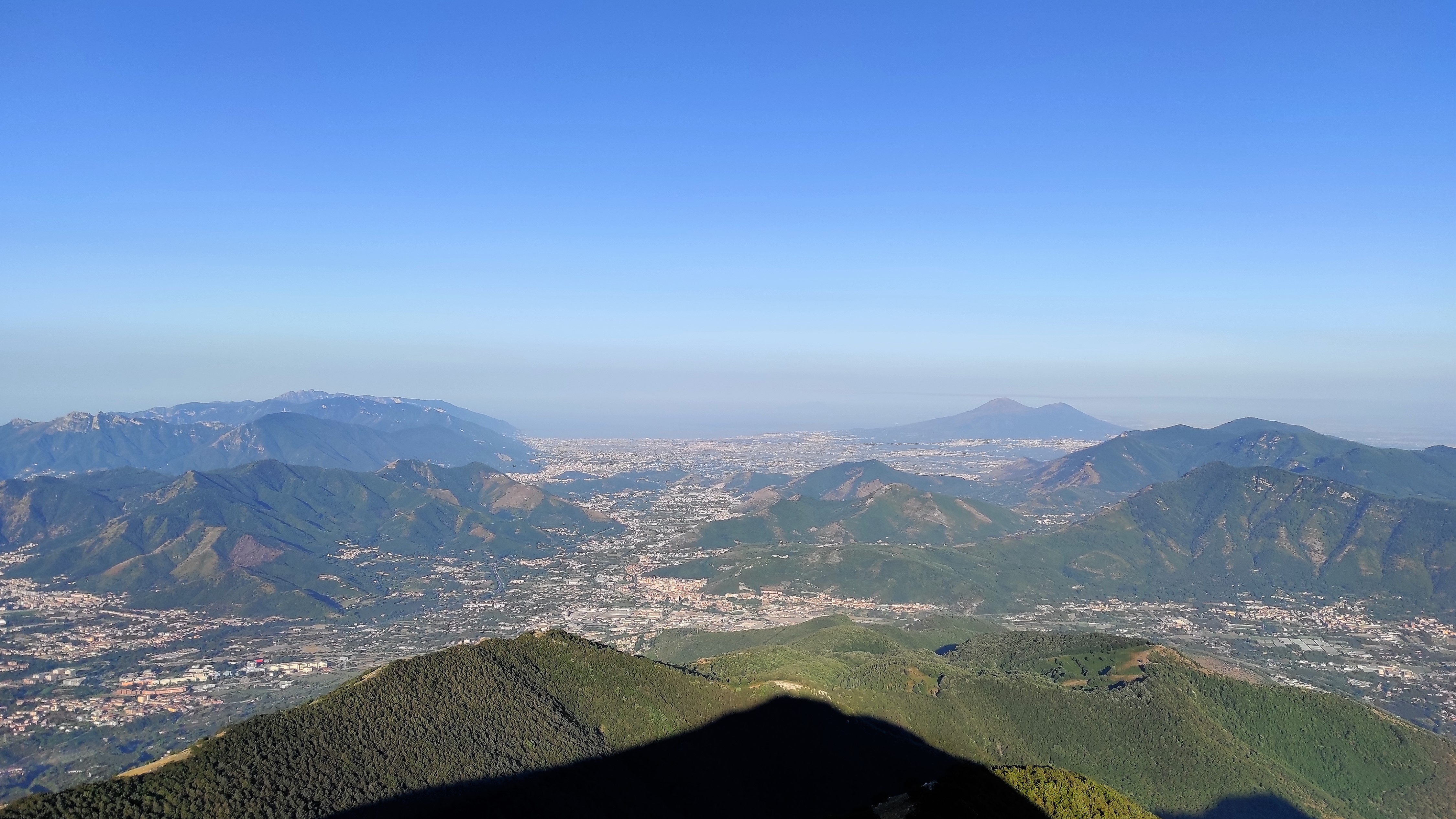
Parte del panorama visibile dal Pizzo di San Michele. Si può notare la valle dell'Irno, i monti Lattari, il Vesuvio e il Golfo di Napoli.

Il Pizzo San Michele è una montagna che tocca i 1.567 metri a cavallo tra le province di Salerno e Avellino.
La forma acuta della montagna e la sua posizione garantiscono un amplissimo panorama su tutti i Picentini, gli Alburni, la pianura di Salerno, Mercato San Severino, Avellino, i Lattari, il Vesuvio, il Partenio ed il Matese. Per raggiungerlo da Solofra è presente un sentiero, il numero 117 del CAI, che parte dalla fontana della Scorza come strada asfaltata, si inoltra nei castagneti fino ad arrivare ad un piazzale dove inizia il vero e proprio sentiero. Dopo pochi minuti si incontra la sorgente Pietra della Madonna, dopo la quale inizia un bosco selvatico di frassini, aceri, castagni selvatici ma soprattutto di faggi. A circa 2 ore di cammino si incontra il Pizzo dell'Uovo, per poi arrivare, dopo un'altra mezz'ora circa sulla vetta.

### Sismologia
Il territorio comunale di Solofra è parte del distretto sismico dell'Irpinia. In occasione del terremoto del 1980 vi furono, nella sola cittadina di Solofra, 21 morti e 65 feriti.
- Classificazione sismica: zona 2 (sismicità media)[12]

## Origini del nome
Il toponimo "Solofra" potrebbe trarre le sue origini dal dialetto osco (facies sannitica), in uso presso i coloni Romani che ne abitavano il territorio. La radice etimologica, Solofri (in latino Saluber), starebbe ad indicare la salubrità del luogo.

## Storia

### Preistoria e età preromana
La conca solofrana, per le sue caratteristiche favorevoli, fu abitata fin dalla preistoria, più precisamente dall'Età del bronzo, da villaggi di pastori appenninici. A testimonianza di ciò, nel 1976 sono stati trovati dei reperti presso la località Passatoia, nelle vicinanze del torrente Rialbo, consistenti in due capanni contenenti vasi con motivi decorativi tipici della cultura appenninica, degli utensili in selce, delle fusarole e delle macine in basalto. Il primo vero insediamento nella valle, però, fu quello dei Sanniti, che si stanziarono costruendo un villaggio in essa, di cui sono state trovate tracce di abitazioni nell'area pedemontana. Oltre all'abitato urbano realizzarono una vasta necropoli, sulla collina della Starza, di cui sono giunte ai nostri giorni diverse tombe realizzate per ospitare dei guerrieri. La presenza di questo popolo è attestata, inoltre, da diversi toponimi di origine naturalistica, alcuni rimandanti anche a culti italici. Primo fra tutti il toponimo Solofra, già descritto sopra, poi i toponimi Sorbo, i monti Mai, il Melito, i Volpi etc.

### Età romana
Dopo le guerre sannitiche il territorio irpino, in particolare di Solofra, divenne parte della Repubblica Romana. Con la riforma agraria dei Gracchi, molte terre irpine furono date ai cittadini romani. In seguito, quando il dittatore Lucio Cornelio Silla vinse nella guerra civile contro Mario, assegnò molte di queste terre ai militari, fondando la colonia Veneria Abellinatium, che includeva anche il territorio di Solofra. Essi si stanziarono anche nella valle, soprattutto nella parte bassa, dove costruirono diverse villae rusticae, sorte nei pressi della via antiqua qui vadit ad sanctae Agathae, una via romana che collegava Salerno ad Avellino passando per Castelluccia. In totale è attestata la presenza di 14 villae, (di cui sono stati ritrovati resti). La villa più importante che è stata ritrovata è quella di Tofola, di età imperiale, presso la frazione di Sant'Agata. In essa sono state ritrovate anfore vinarie, torchi e pareti ad opus spicatum e Opus incertum. Oltre alle ville, i romani costruirono una necropoli nelle vicinanze dell'odierno ponte di S. Nicola, della quale sono state ritrovate alcune tombe alla cappuccina. Con Alessandro Severo la colonia si ampliò e portò dall'oriente il culto del Sol Invictus (aggiunse, inoltre, alla colonia l'appellativo Alexandriana. Nel territorio di Solofra, fin da questo periodo si impiantò in loco la concia delle pelli. Molti antichi toponimi Vellizzano, Campo del lontro, Scorza, Cantarelle, Burrelli testimoniano la presenza di questa attività originariamente legata alla pastorizia. Un'altra attività presente al tempo dei Romani fu quella delle fornaci per laterizi, pavimenti e recipienti: esse trovarono naturale collocamento nell'odierna zona di Campopiano, sempre vicino alla via consolare, in quanto c'era, e c'è, abbondanza di acqua e argilla. Infatti questa attività è resistita fino al secolo scorso, nello stesso luogo. Altri toponimi che rimandano al periodo romano sono: Taverna dei pioppi, luogo di sosta lungo la via, Sferracavallo, per lo sforzo subito dai cavalli per la salita.

### Età medievale

#### Alto medioevo
Dopo la caduta dell'Impero Romano, la situazione di instabilità e di pericolo per via delle incursioni barbariche, specialmente durante il periodo della Guerra greco-gotica, portò gli abitanti della fertilissima valle a trasferirsi più a monte, in posti dove le caratteristiche morfologiche della valle consentivano il controllo e gli abitanti erano più protetti. In generale, lo sviluppo di Solofra nell'Alto Medioevo fu proprio favorito dalla protezione della conca: la strettoia di Chiusa di Montoro era l'unico accesso, facilmente controllabile dai numerosi punti di controllo, come Castelluccia, o, in seguito, il Castello). Grazie a questo controllo, e quindi a questa sicurezza, si formarono due arroccamenti: le Cortine del Cerro, protette dalla collina di Chiancarola e le Cortine di Sant'Agata, protette da Castelluccia.
Questi nuovi insediamenti riprendevano come tipologia abitativa le villae di campagna della valle, delle curtes, in piccolo, che avevano la peculiarità di essere praticamente inespugnabili, chiudendo l’unico accesso.
Un ruolo fondamentale fu svolto dal Cristianesimo, che fin da subito si introdusse nel Meridione, e rappresentò una certezza per gli abitanti, trovatisi di fronte ad una continua insicurezza. Solofra, d'ora in poi si avvicinerà sempre di più a Salerno, (città emergente, che dal dominio bizantino in poi si afferma come ricca potenza mercantile e costiera) diventando amministrativamente parte del suo entroterra, sia per l’appartenenza al medesimo bacino vallivo, sia perché Abellinum era stata distrutta.
Il vescovo di Salerno istituisce dei distretti pievani, quattro, in tutta la parte interna del territorio. Uno di questo fu Solofra. Lo scopo era portare un’aggregazione, una sorta di istituzione locale che sopperisse alla mancanza di uno stato. La pieve, infatti chiesa del popolo, era il luogo dove si svolgeva il battesimo e il seppellimento dei morti. Essa, inizialmente, era dedicata a Santa Maria, poi, con la venuta dei Longobardi, promotori del culto a San Michele Arcangelo, fu aggiunta la seconda denominazione alla pieve.
Nel frattempo la città di Salerno crebbe sempre di più, per il commercio e l’artigianato, tanto che ad un certo punto si staccò dal Ducato (Divisio Ducatus Beneventani), e si formarono due principati: quello di Benevento e di Salerno. Solofra entrò a far parte di quest’ultimo, essendo ancora inserita nel Gastaldato di Rota (Mercato San Severino). Il confine di quest’ultimo, e quindi del principato salernitano, passava per i monti di Montoro, di Forino, per Aiello e per Serino, (nel punto in cui sorge San Michele di Serino), dove vi era una stazione per i pellegrini diretti al santuario micheliano del Gargano. Il territorio di Solofra, quindi, acquisì un ruolo fondamentale, di confine, insieme a Montoro e Serino, motivo per il quale nacquero diverse fortificazioni, tra cui il castello solofrano, probabilmente ancora piccoli presidi militari che successivamente avranno maggiore sviluppo.

#### Basso medioevo
Successivamente i Normanni guidati da Roberto Il Guiscardo, effettuarono delle vere e proprie incursioni nella zona, quando conquistarono il Principato di Salerno, debole ed in crisi. Queste incursioni causarono molti danni, l’accesso alla valle solofrana venne precluso da un impaludamento dovuto all’abbandono e allo straripamento del torrente, e di conseguenza venne abbandonata anche la via romana che valicava la Castelluccia. Ristabilitasi la situazione politica, Solofra entrò a far parte della provincia del Ducato di Puglia e Calabria denominata “Principato e Terra Beneventana” e in particolare della Contea di Rota, al cui capo fu posto Troisio, combattente del Guiscardo che aveva svolto un ruolo fondamentale nella conquista della zona. Il primo periodo normanno fu critico, a causa degli ingenti tributi che la popolazione doveva versare, cosa che bloccò i floridi scambi commerciali che si erano venuti a creare tra Solofra (ma non solo) e Salerno.
Anche la chiesa salernitana riformò l’ordinamento pievano, non più in grado di controllare efficacemente il territorio, trasformandolo in parrocchiale, e creando 13 distretti diocesani: la vecchia pieve faceva parte dell’Arcipresbiterato di Serino, con la chiesa di Sant’Agata e le nuove Sant’Andrea e Santa Croce, costruite proprio in quel periodo. Alla morte di Troisio, la Contea passò al figlio Ruggiero I, che diede inizio alla dinastia dei Sanseverino. Egli fu un buon governante, affidò le terre della contea alla protezione dell’Abbazia di Cava, che aveva ottenuto il porto di Vietri. Nacquero così nuovi importanti scambi commerciali, in cui anche Solofra fu coinvolta: i proprietari terrieri e molte “apoteche” di concia delle pelli si affidavano all’Abbazia, che mediava e garantiva gli scambi con Vietri. Fu quindi un periodo di rinascita dell’economia di Solofra. Ruggiero divise la contea tenendo per sé e suo figlio Enrico il territorio che comprendeva Rota ed arrivava fino a Montoro, mentre assegnò la parte della contea che comprendeva Serino, Solofra e Sant’Agata (ovvero i territori dell’Arcipresbiterato) a suo figlio Roberto. Quest’ultimo morì presto, e suo figlio, Roberto II, era troppo giovane per governare e quindi fu retto da Sarracena, sua madre.
Successivamente Serino (con Solofra e Sant'Agata) passò a Ruggiero II. Egli assegnò Solofra, diventata vico, quindi autonoma, a suo figlio Giordano, che però morì presto. Allora la comunità solofrana, per non tornare sotto il controllo di Serino, rivolse una richiesta all’imperatore Federico II di mantenere la propria autonomia entrando a far parte del demanio imperiale, che però fu rifiutata, dato che era stata già concessa a Montoro. Allora il territorio tornò a Giacomo Tricarico, ma egli affidò il vico di Solofra a sua figlia Giordana, ottenendo comunque un’indipendenza territoriale. Solofra divenne quindi un’universitas feudale autonoma, che emanò i suoi statuti e che aveva una propria curia.
Con l’avvento degli Angioini a Napoli il feudo di Solofra venne ulteriormente ampliato, il re Carlo I D'Angiò, per i meriti militari di Arduino Filangieri, marito di Giordana Tricarico, assegnò un terzo del territorio di Sant’Agata, appartenente a Serino, a Solofra. Quindi Sant’Agata di sopra (Sant’Andrea Apostolo) e il castello entrarono a far parte del feudo. Fu un momento importante, in quanto, con questa acquisizione, Solofra comincia ad assumere la nuova fisionomia, e può contare su un punto fortificato che precedentemente era soggetto a Serino. Infatti il castello subì diversi ampliamenti e modifiche, soprattutto il lato che volgeva al valico di Turci, che ora costituiva il confine, e che doveva essere controllato (infatti fu istituita anche una dogana. Bisogna considerare, inoltre, in questo periodo, un forte aumento demografico, dovuto ad immigrazioni di persone provenienti da territori di guerra, specialmente dal Cilento.
Un altro importante momento di crescita si ebbe dopo Riccardo Filangieri (figlio di Arduino e Giordana), che morì presto e lasciò la reggenza a sua moglie Francesca Marra, perché i figli, tra cui Filippo, a cui spettava Solofra, non avevano ancora l'età per governare. Fondamentale fu il matrimonio della Marra con un De Ruggiero di Salerno, elemento che favorì l’introduzione di borghesi salernitani nella società artigiano-mercantile di Solofra, e di conseguenza, nuove occasioni di sviluppo per quest’ultima.
Raggiunta la maggiore età, Filippo Filangieri acquisisce il feudo di Solofra: il suo fu un ottimo governo, in quanto liberò gli abitanti dal servizio gratuito da prestare alla corte e continuò a tessere rapporti con Salerno. Inoltre, a sostegno del commercio e con l’aiuto della famiglia De Ruggiero, promosse la costruzione del monastero di Sant’Agostino, e la conseguente ristrutturazione viaria che portò a formare la conformazione visibile ancora del centro. Dopo la morte di Filippo, a governare fu il figlio Giacomo Antonio e dopo di lui Giacomo Nicola. Quest’ultimo muore senza eredi, ponendo fine al governo dei Filangieri.
Il re Ladislao I di Napoli, per risolvere il problema di successione, reintegrò i feudi dei Filangieri al demanio, quindi anche Solofra. In questo clima il conte di Montoro Francesco Zurlo occupò il castello con la forza, e il tentativo da parte di Filippo Filangieri (detto il prete), zio di Giacomo Nicola, di assediare il castello fu bloccato dalla regina Giovana II. Anche lo Zurlo doveva abbandonare il feudo, ma riuscì a porvi una persona di sua fiducia, dato che era entrato nella contesa di successione avendo fatto sposare suo figlio ad una Filangieri. Così, poiché anche gli altri feudi erano stati assegnati ai Caracciolo, imparentati con i Filangieri, lo Zurlo acquisì il feudo di Solofra.

### Età rinascimentale
Con la prevalsa degli Aragonesi sugli Angioini a Napoli, gli Zurlo ebbero confermata l’assegnazione del feudo da parte di Alfonso V d'Aragona. Con questa famiglia Solofra subisce una grande crescita, sia in termini sociali che economici, soprattutto per via della grande autonomia di cui può godere, stabilitasi anche per l’emanazione di altri statuti solofrani accettati da Ercole Zurlo, figlio di un nipote di Francesco. Grande fu anche l’espansione del centro abitato, che venne a comprendere nuovi rioni, o casali, sviluppatisi intorno a nuove cappelle o nuove chiese, che ancora una volta utilizzano le cortine come abitazione prevalentemente utilizzata, seppur leggermente diverse da quelle medioevali.
Quando Ercole Zurlo appoggia il tentativo del generale Odet de Foix di Lautrec di invadere il meridione, e gli Aragonesi ne escono vittoriosi, egli viene condannato e gli viene tolto il feudo. Così Solofra passò prima al demanio, poi a Ludovico della Tolfa. Allora la comunità solofrana, forte per la sua economia, decide di riscattare il feudo, diventando una privilegiata universitas demaniale. Quello che segue, dal 1535 al 1555 fu uno dei periodi più floridi della storia della città, perché, liberi dall’oppressione di un feudatario, i cittadini solofrani possono commerciare liberamente i prodotti artigianali e crescere. In questo periodo, inoltre, espressione della fiorente economia di questo periodo fu la costruzione della maestosa Collegiata, realizzata abbattendo la pieve, che era diventata troppo piccola per la comunità.
La parentesi autonoma fu però breve: l’avversità del dominio spagnolo e i debiti contratti dall’Universitas costrinsero i solofrani a vendere il feudo alla famiglia Orsini, di Gravina di Puglia, che governerà Solofra fino al 1809, ovvero fino all’abolizione della feudalità. Più precisamente lo vendettero a Beatrice Ferrella Orsini, ma non si privarono dei diritti che avevano acquisito col tempo (uso delle acque, dei forni, dei mulini ecc.), per questo furono emanati nuovi articoli statutari che la feudataria dovette firmare.  Gli Orsini governeranno Solofra fino all’abolizione della feudalità nel meridione, e hanno inevitabilmente condizionato lo sviluppo della città. Spesso abusarono del proprio potere, soprattutto la Ferrella, tanto che nel 1577 venne intentata una causa ai suoi danni, per non aver rispettato gli Statuti, per essersi appropriata di parte dell’acqua necessaria alle botteghe e per aver abusato del demanio. Anche la costruzione del palazzo ducale fu segnata da controversie, perché la Orsini lo costruì molto vicino alla Collegiata, come manifesto della supremazia del proprio potere. Così probabilmente la costruzione venne sabotata e crollò, per poi essere costruito dov'è tuttora. Non mancarono comunque gli interventi positivi tra i loro governi, ad esempio la costruzione del convento di San Domenico, da parte di Dorotea Orsini e il tentativo di riappacificazione di Filippo Orsini, che donò le reliquie di Santa Dorotea al popolo, per il malgoverno del padre Domenico.
Nel seicento la conformazione urbana si definisce ancora di più, arrivando a formare tutti i rioni del centro che tuttora esistono. In questo secolo ci fu un avvenimento segnante per Solofra: la peste decimò la popolazione, nel 1625. In questa occasione fu anche rifatta la chiesa di San Rocco.
Nel 1611 nacque a Sant’Agata di sopra il grande Francesco Guarini, esponente della pittura napoletana, che lascia tantissime opere nella sua città natale.
Nel 1796 Sant’Agata di Sotto si stacca da Serino diventando comune autonomo. La città di Solofra partecipò attivamente anche ai moti rivoluzionari del 1799.

### Età contemporanea
Data l’attività e l’operosità in campo industriale ed artigianale, Solofra si inserisce da subito nello scenario socialista della fine del XIX secolo, sulla scia dei movimenti salernitani e napoletani. Nacquero così ben tre società di lavoratori: la Lega dei pellettieri, la Società Centrale, e la Società Agricola di Mutuo Soccorso, che spesso si adoperarono affinché venissero concessi salari maggiori e diminuissero gli orari di lavoro. A Sant’Agata di sotto (SantAgata Irpina) nacque anche l’Unione Operaia.
La Lega Pellettieri (fondata nel 1903) ricoprì un ruolo fondamentale per Sant’Agata e Solofra e fu il primo esempio di organizzazione operaia in Irpinia, che vide un’enorme partecipazione di operai e artigiani della pelle. Con alcune manifestazioni pretese un aumento degli stipendi del 25% e una diminuzione delle ore di lavoro, da 14 a 8 ore. La Lega è stata, quindi, un vero e proprio punto di riferimento per i conciatori, e grazie anche alla volontà del sindaco di quel tempo, Vincenzo Napoli, è stata anche sede di numerose assemblee socialiste della zona. Se la lega era il punto di riferimento dei conciatori, la Società Centrale, invece, lo era per tutti i lavoratori di ogni categoria che avevano bisogno di assistenza. I numerosi soci che la costituivano si aiutavano tra di loro, per quanto consentivano le possibilità personali. I più abbienti, infatti, non esitavano a fornire supporto a chi era in difficoltà.
Da ricordare sono due importanti alluvioni, uno nel 1805 e uno nel 1852, che afflissero Solofra colpendo tutti i rioni, le strade e i ponti, ma in particolar modo il rione Santa Lucia (o Fontane Sottane), completamente distrutto.
Avvenimento importante fu la costruzione della ferrovia, inaugurata nel 1862(tratto Sanseverino-Avellino), che consentì un trasporto di persone e merci molto più rapido ed efficiente.
Durante il ventennio fascista Solofra fu sede di un campo di internamento in via Misericordia, inizialmente uno dei tre della provincia, poi unico rimasto, ospitò in media 25 internate. Vi furono imprigionati, tra il 1940 e il 1943, anche sette profughi ebrei in internamento coatto; furono tutti liberati con l'arrivo dell'esercito alleato nel settembre 1943.
In occasione della Seconda Guerra Mondiale, il 21 settembre 1943 la città di Solofra fu bombardata per la presenza di soldati tedeschi, accampati nella località “Selva piana”. La città fu devastata e 200 persone vi persero la vita.

### Terremoto del 1980

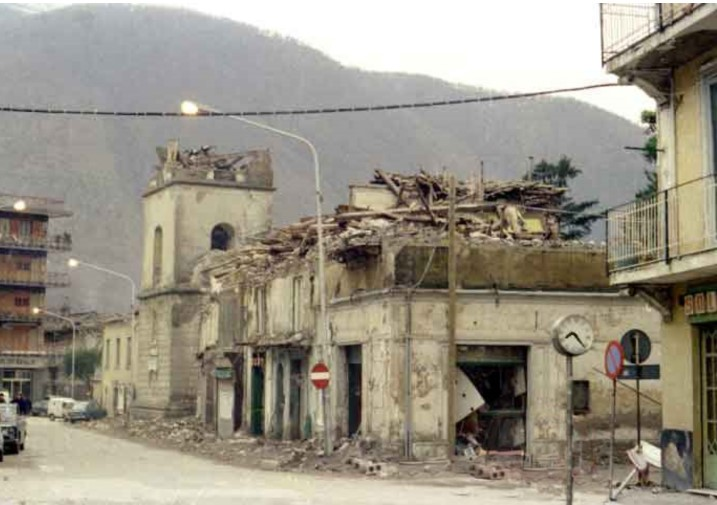
Piazza Umberto I. Torre Civica, danneggiata col terremoto del 1980

Il 23 novembre 1980, alle ore 19:34, il comune di Solofra, insieme a tanti altri paesi sparsi tra le province di Avellino, Salerno e Potenza, fu colpito dal violento terremoto dell'Irpinia che causò 2.735 morti totali.

### Simboli
Stemma
Lo stemma è stato riconosciuto con RR.LL.PP. del 21 aprile 1895.
Gonfalone
Il gonfalone è stato concesso con DPR del 30 luglio 1953.

## Monumenti e luoghi d'interesse

### Architetture religiose

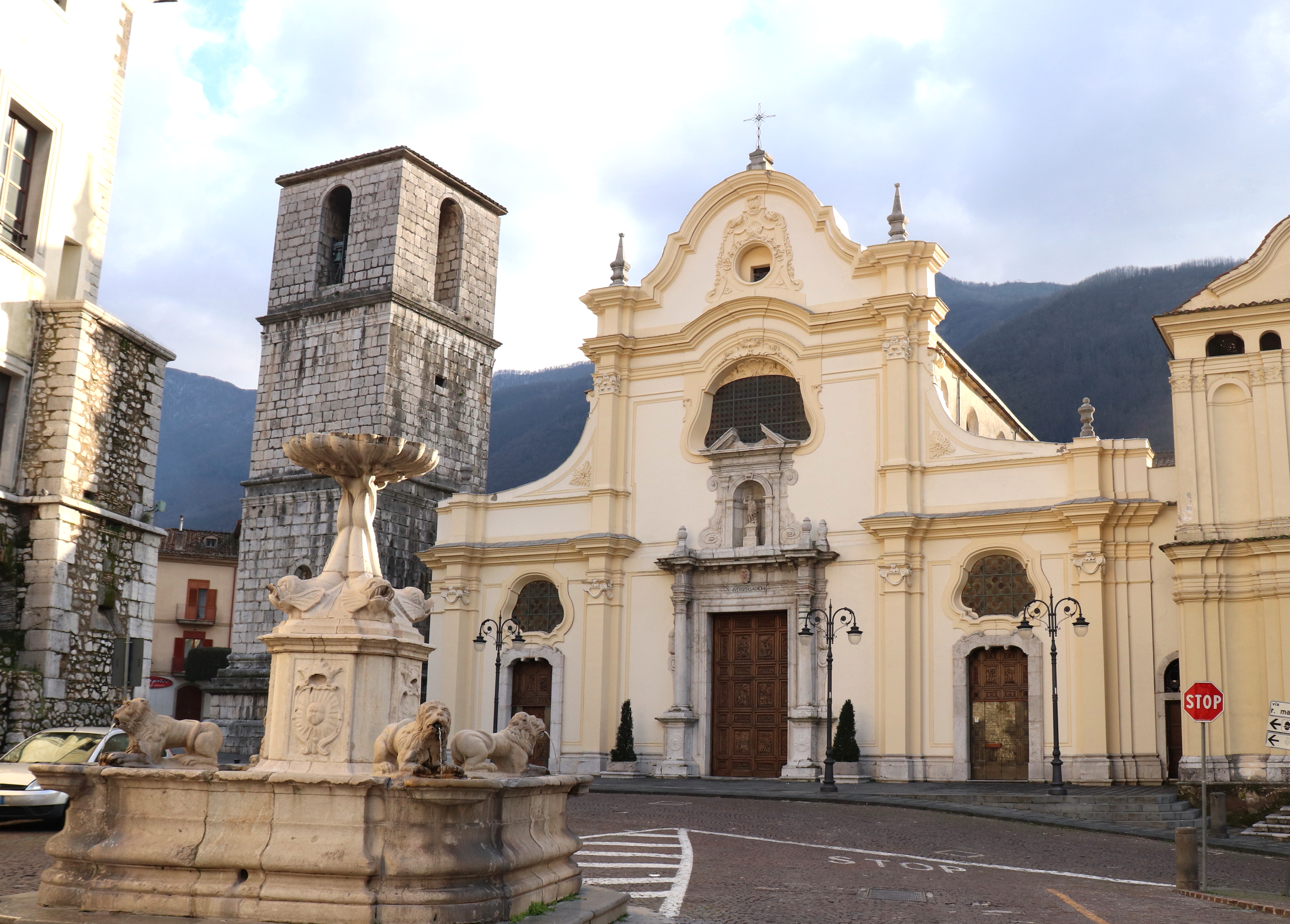
Piazza e Collegiata di San Michele Arcangelo

- Collegiata di San Michele Arcangelo[30]: edificata nel XVI secolo in sostituzione della chiesa dell'Angelo diventata ormai obsoleta, essa rappresenta uno degli edifici principali della cittadina. In questa sede viene celebrata ogni anno la festa patronale dedicata a san Michele. All'interno della struttura sono presenti i dipinti di Francesco Guarini, 21 teloni nel soffitto ligneo/dorato del transetto, eseguiti tra il 1637 ed il 1642. Il soffitto della navata centrale presenta i teloni del padre di Francesco, Giovantommaso Guarini, con storie vetero/testamentarie.

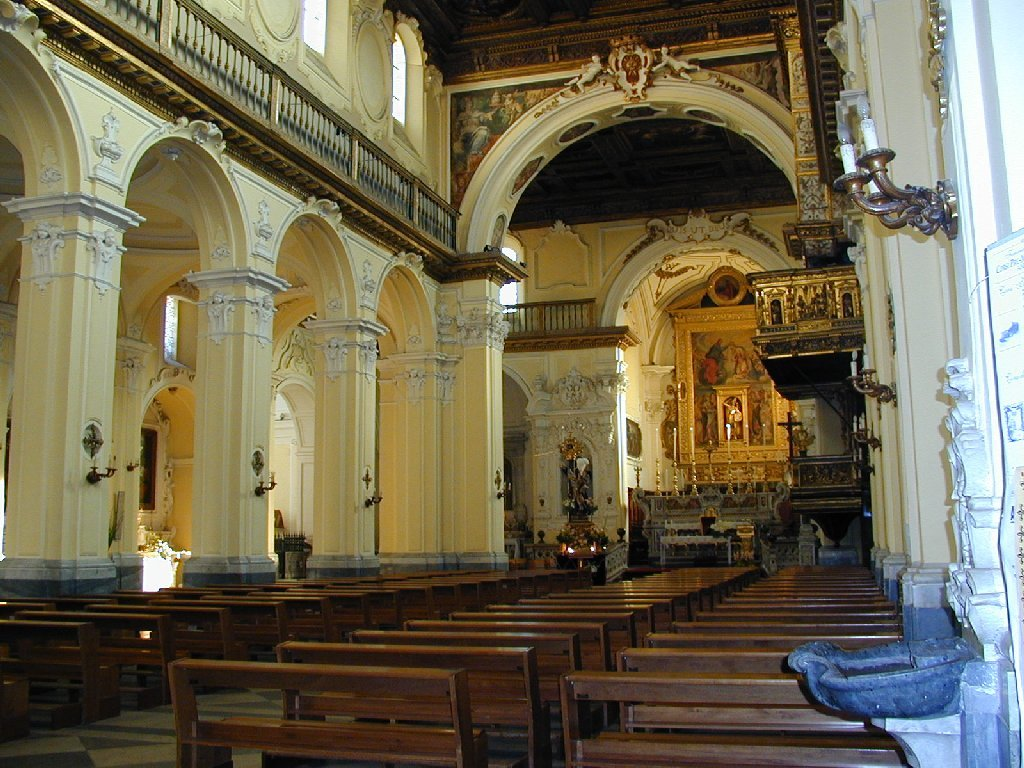
Interno della Collegiata

- Chiesa di San Giuliano:  Si erge nel centro del casale Fratta, sulla piazza principale detta appunta San Giuliano. La struttura è probabilmente originaria del XIV secolo rimpiazzando la chiesa di "San Giuliano vecchio al Toro", risalente al XIII secolo è in altro luogo ubicata. Venne restaurata nel XVI e nel XVIII secolo. La facciata dell'edificio è semplice con ampio portale e lunetta sopra di esso. L'interno è a pianta basilicale. L'altare maggiore risale al 1785.

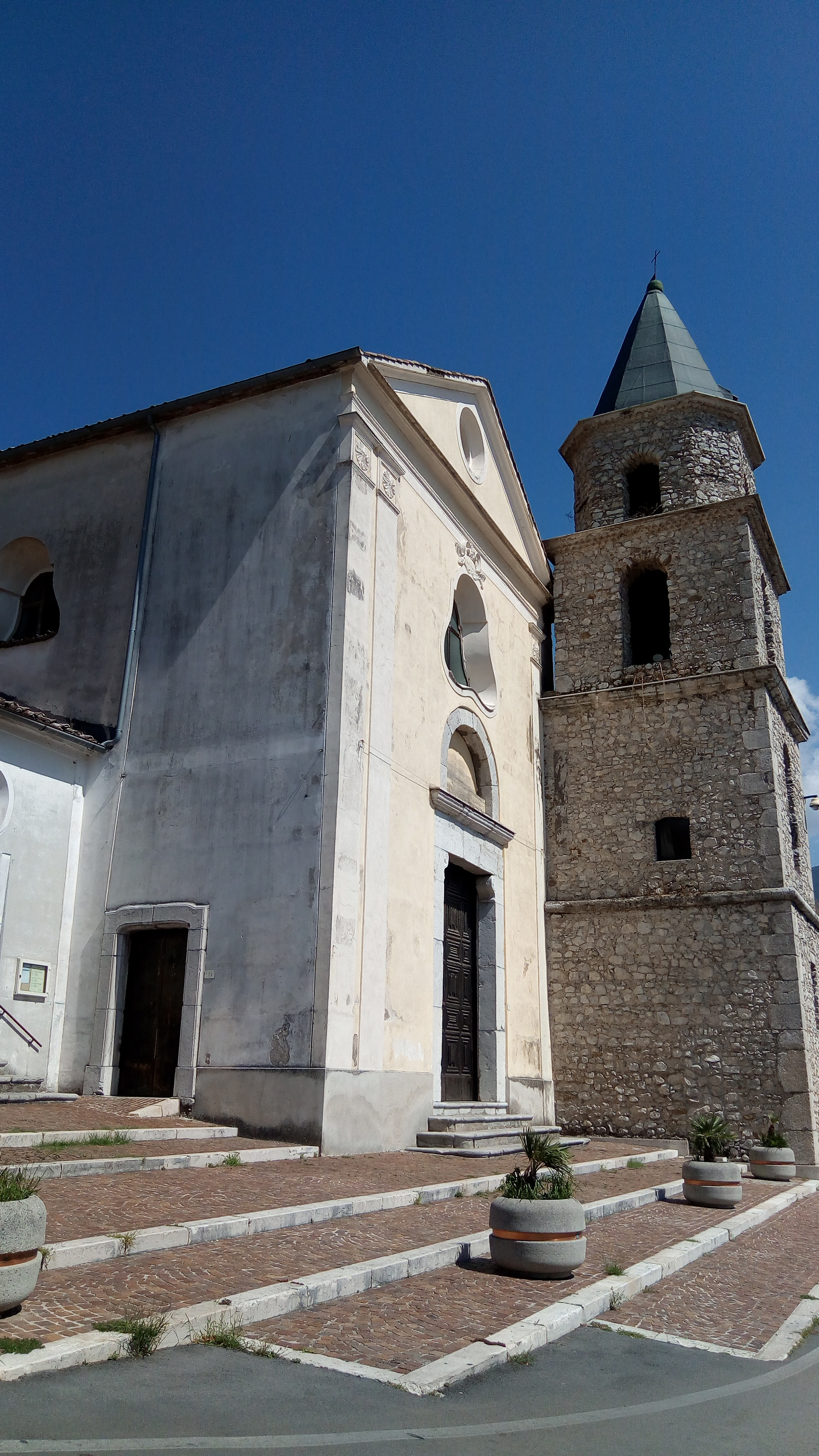
Chiesa di Sant'Andrea Apostolo con annesso campanile

- Chiesa di Sant'Andrea Apostolo[31]: sorge nella piazza centrale della frazione omonima. Già esistente una piccola cappella nel 1195 nel vicus sancte Agathe, che all'epoca faceva parte del feudo di Serino. Fu ricostruita, in stile barocco, nel 1539 nelle forme attuali e restaurata nel 1633. La chiesa, danneggiata gravemente dal sisma del 1980, è stata consolidata e restaurata sotto la direzione della Soprintendenza alle Belle Arti di Salerno e Avellino e riaperta al culto alla fine degli anni '90. All'interno vi sono opere di Giovan Tommaso e Francesco Guarini e di Angelo Solimena che fu il continuatore della bottega dei Guarini.
- Chiesa di Santa Teresa[32]: annessa al Convento delle suore di Santa Teresa, è posta nella parte alta del rione Sorbo lungo la strada che porta al Convento dei Cappuccini.  Il Tempio, di chiara scuola napoletana, è edificato nel XVII secolo, ed è a pianta centrale ed abside quadrata su matrice ottagonale. Presenta un'architettura assai ricercata e una pregevole facciata arricchita da fregi e stucchi. Tra le opere d’arte contenute notevole è la tela di Francesco Solimena del 1686 rappresentante la Crocifissione. Vi si venerano le ossa della vergine e martire Eusebia.
- Chiesa di San Domenico Soriano[33]: sorge sulla piazzetta omonima, in cui confluiscono due viali alberati cittadini, via Casapapa e via Felice De Stefano, e da cui parte via Giuseppe Maffei. Fu edificata per volere della feudataria Dorotea Orsini, vedova di Pietro e nonna di Pietro Francesco Orsini, futuro papa Benedetto XIII. La costruzione della chiesa, per il cui mantenimento la feudataria lasciò una dote in terreni e danaro chiedendo di esservi sepolta, cominciò nel 1644 e solo nel 1650 iniziò la costruzione del Convento sotto il titolo di San Domenico Soriano dell’Ordine dei Predicatori. Nel 1950 l'Arcivescovo di Salerno ne affidò la cura ai Padri Giuseppini di Asti. Gravemente danneggiata dal terremoto del 1980, è stata sottoposta a lavori di restauro e riaperta al culto il 19 dicembre del 1987.
- Chiesa di Sant'Agata[34]: sorge nella piazza centrale della frazione di Solofra, Sant'Agata Irpina. La chiesa è dedicata alla santa di Catania e si lega ad un culto impiantatosi in loco nel periodo della prima diffusione del cristianesimo in Italia. L'edificio corrisponde ad una ristrutturazione avvenuta nella seconda metà dell'Ottocento che ne ha ampliato le dimensioni. La struttura interna è ad unica navata sormontata da un soffitto decorato con un cassettonato contenente dipinti di Francesco Guarini su tela illustranti episodi della vita di S.Agata. Il campanile, costruito verso la fine del XV secolo, è caratterizzato con una copertura a cupola, insolita nelle chiese di Solofra. Completamente ristrutturata dopo il terremoto del 1980.

### Architetture civili

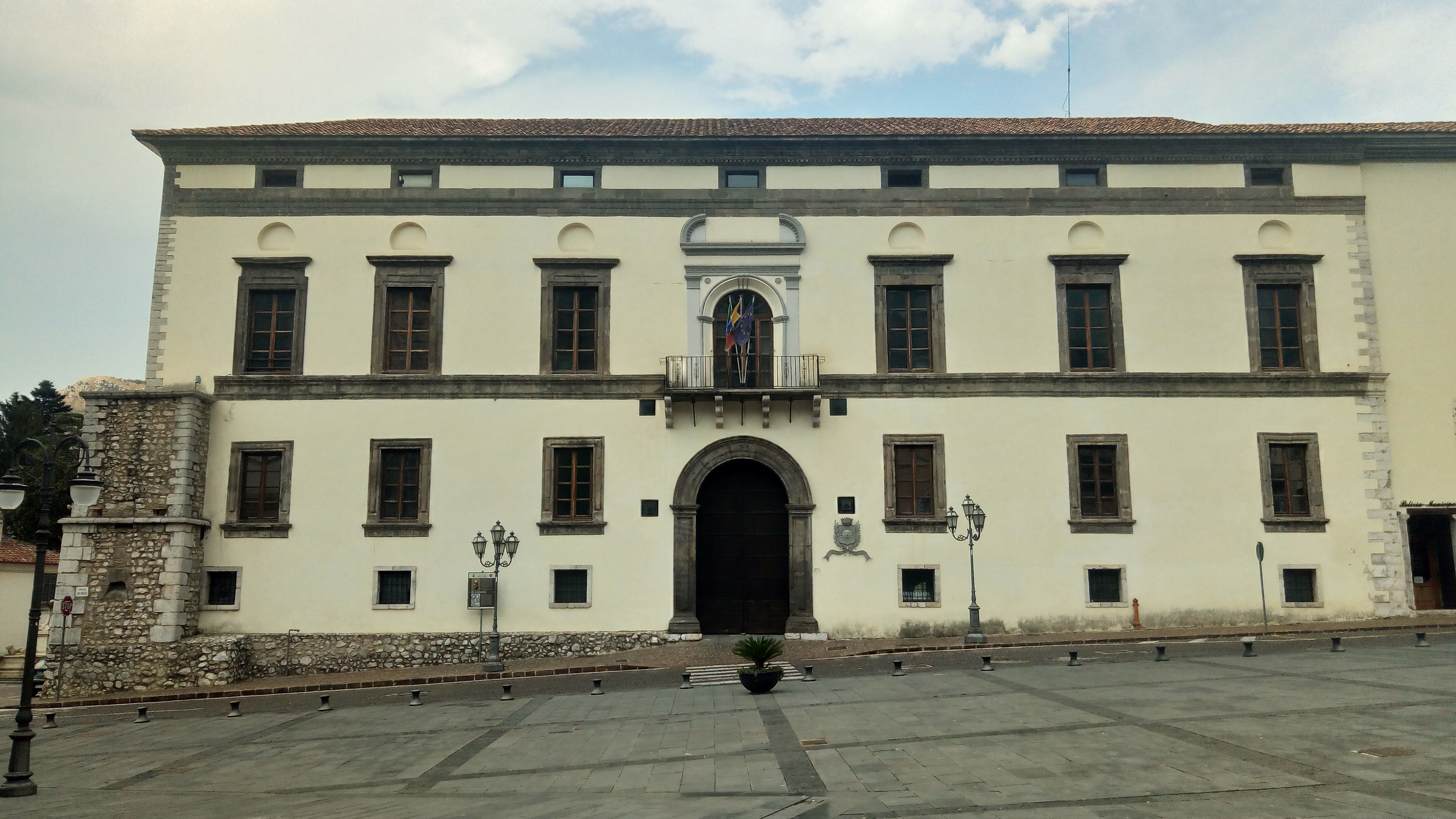
Palazzo Ducale Orsini, sede comunale

- Il Palazzo ducale: edificato nel tardo Cinquecento dalla famiglia Orsini, si presenta con un portale in pietra e cortile quadrato. Nell'interno sono raffigurati i palazzi posseduti della famiglia e vedute della città di Gravina in Puglia.
- La Fontana dei Quattro Leoni[35]: è un'opera in travertino locale che si erge di fronte al Palazzo Ducale. Realizzata nel XVIII secolo, possiede una grande vasca di forma quadrata con i lati modellati con modanature che ne arrotondano la forma; poggia su tre gradini che la circondano. Agli angoli dell'invaso vi sono quattro leoni, volti verso l'esterno e seduti su un basamento di pietra. Ai loro piedi c'è una vaschetta circolare che riceve l'acqua che cade dalla bocca dei felini. Al centro della vasca si innalza poi una stele quadrata con ai lati scolpiti lo stemma di Solofra: un sole raggiante antropomorfo. Alla sommità di questa sono posti nella medesima direzione dei leoni, col petto poggiato sugli spigoli e la testa sporgente, quattro delfini dalla cui bocca fuoriesce altra acqua. Le loro code, che si innalzano verso l'alto a mo' di colonna, reggono una vasca rotonda a forma di conchiglia che raccoglie altra acqua che zampilla dal suo centro.

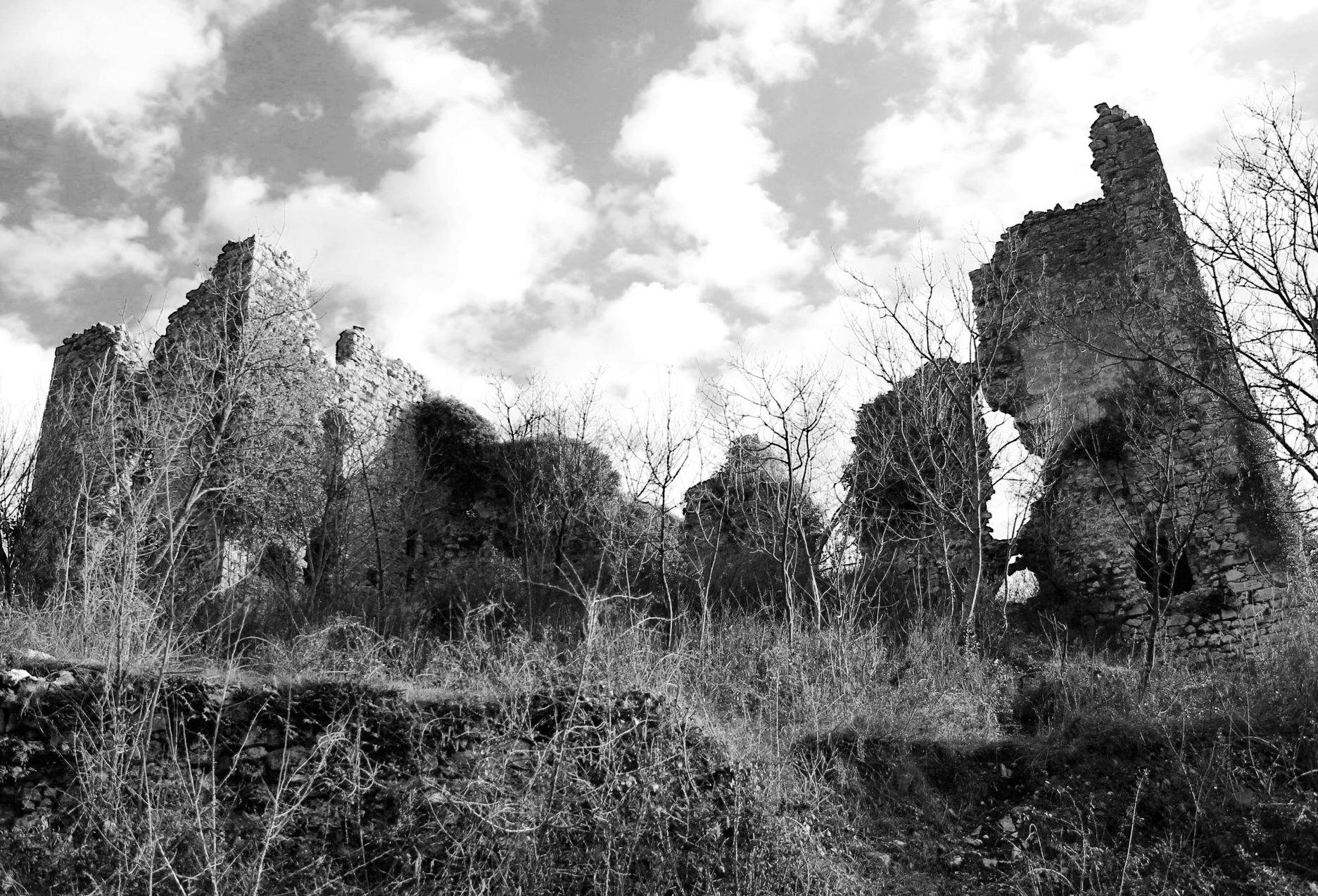
Ruderi del castello di Solofra

- Il Castello di Solofra[36]: situato su una collinetta ai piedi del monte Pergola - S. Marco, fece parte di un importante complesso difensivo di epoca longobarda, costituito anche dallo sperone roccioso della Castelluccia (ad ovest del complesso montuoso) e dal castello di Serino, posto sul lato nord dello stesso e che controllava la valle del Sabato. Costruito nel X secolo, attualmente del castello sono rimasti pochi ruderi.

### Sito archeologico
- La Villa rustica Romana[37]: sorge nella frazione di Sant'Agata Irpina in località Tofola, sotto la protezione dello sperone roccioso della Castelluccia. Fu un'abitazione rustica romana, datata tra il I secolo a.C. e il I secolo d.C., abitata da contadini-soldati ed avevano il ruolo di difendere le terre e coltivarle. La Villa romana (in zona sorsero numerose strutture, probabilmente in età tardo-repubblicana), protetta da un muro di cinta, aveva la caratteristica strutturale delle classiche case romane, costituita da un'unica entrata che portava in un cortile centrale, dotato di orto, su cui si affacciavano le camere. Da diversi scavi[38], a cavallo tra gli anni Settanta e Ottanta, si è evidenziata che, all'interno della Villa, vi era un'intensiva produzione di olio e vino, oltre alla coltivazione di cereali ad uso e consumo interno. All'interno è ancora visibile la tecnica edilizia utilizzata, l'opus reticulatum, tipica del I secolo a.C. e, nell’area interessata alla presenza dei relativi torchi di tipo pliniano, rimaneggiamenti dei vani ad opus spicatum. Attualmente non è accessibile al pubblico e non visitabile poiché in stato di pericoloso abbandono.

## Società

### Evoluzione demografica
Abitanti censiti

### Lingue e dialetti
- Il dialetto solofrano si discosta abbastanza dalle altre parlate della provincia. Similmente ai dialetti del salernitano presenta, poi, un'intonazione delle frasi (in particolar modo di quelle interrogative ed esclamative) leggermente differente da quella napoletana;
- La particella negativa viene talvolta contratta:

nn'è iss: non è lui (cfr. napoletano nunn'è iss)
nn'hagg stat' ij: non sono stato io (cfr. napoletano nunn'hagg' stat' ij);
- Caratteristica in comune con la parlata nocerina è la pronuncia della "e" quasi sempre aperta: Nucær, cafæ, murtadæll (Nocera, caffè, mortadella);
- Tipico di Solofra è l'espressione e ja e jamm ja;
- A differenza del dialetto irpino, nel dialetto solofrano (come anche nella maggioranza dei dialetti campani e meridionali) v'è la presenza del cosiddetto scevà.

### Religione
(Papa Giovanni Paolo II rivolto alla popolazione solofrana; Il Mattino, 7 maggio 1987)
La maggioranza della popolazione è di religione cristiana di rito cattolico; il comune appartiene alla forania di Montoro Superiore-Montoro Inferiore-Solofra dell'arcidiocesi di Salerno-Campagna-Acerno ed è suddiviso in tre parrocchie:

## Economia
Il comune è economicamente basato principalmente sulla lavorazione delle pelli, campo in cui si distingue da secoli per la qualità della produzione. Molto sviluppata quindi l'industria conciaria e l'attività delle confezioni. Altra attività presente è la castanicoltura, che da circa un decennio ha subito, però, un netto calo di produzione a causa del cinipide galligeno che ormai affligge gran parte dei castagneti in Italia. In quantità minore rispetto agli altri campi è presente anche l'agricoltura e l'artigianato in genere.

### Il distretto conciario di Solofra

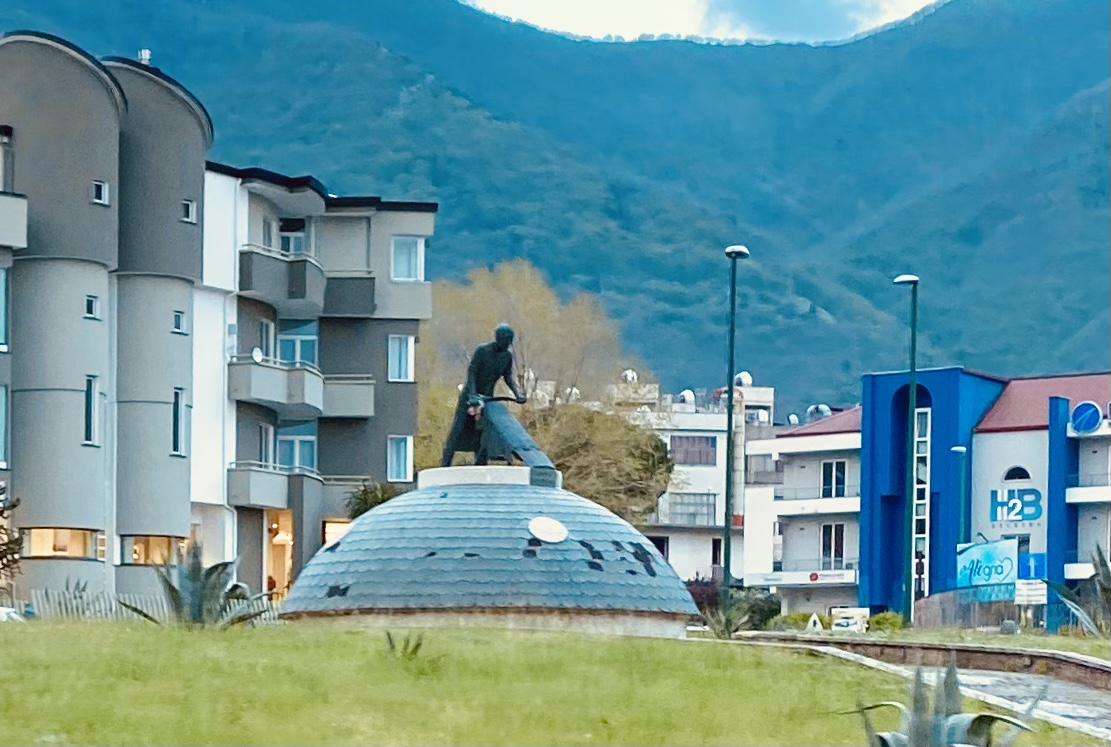
Monumento "Il Conciatore" a Solofra

Il distretto conciario di Solofra si estende su un territorio di 60 km² circa, nella zona sud-occidentale della provincia di Avellino. Comprende tra gli altri, oltre Solofra, i comuni di Montoro e Serino, per un totale di 35.000 abitanti.
Questa zona è specializzata, dal punto di vista produttivo, nella concia di pelli ovi-caprine, per un totale di circa 400 aziende operanti nel settore tra concerie, terzisti e confezionisti, 4.000 - 4.500 addetti e un fatturato medio annuo di 1.500 milioni di euro.
- Nei primi anni ottanta, per informarsi sui metodi di lavorazione delle pelli, venne in città Osama bin Laden, che già da tempo importava pellame dall'Irpinia per le sue imprese in Afghanistan e Pakistan.[42]
- È stata lavorata nel polo conciario di Solofra la pelle di nappa per il giubbotto rosso con strisce nere che Michael Jackson indossò per il video di Thriller, singolo tratto dall'album del 1982, il più venduto di sempre. Un anno prima, una nota casa di moda internazionale commissionò ad una conceria di Solofra la realizzazione delle pelli. Era l'epoca d´oro per il polo campano e i suoi prodotti facevano il giro del mondo.[43]

## Infrastrutture e trasporti

### Strade
- Uscita autostradale di Solofra sul Raccordo autostradale di Avellino.

### Ferrovie
Vi si trova l'omonima stazione ferroviaria sulla ferrovia Cancello-Avellino.

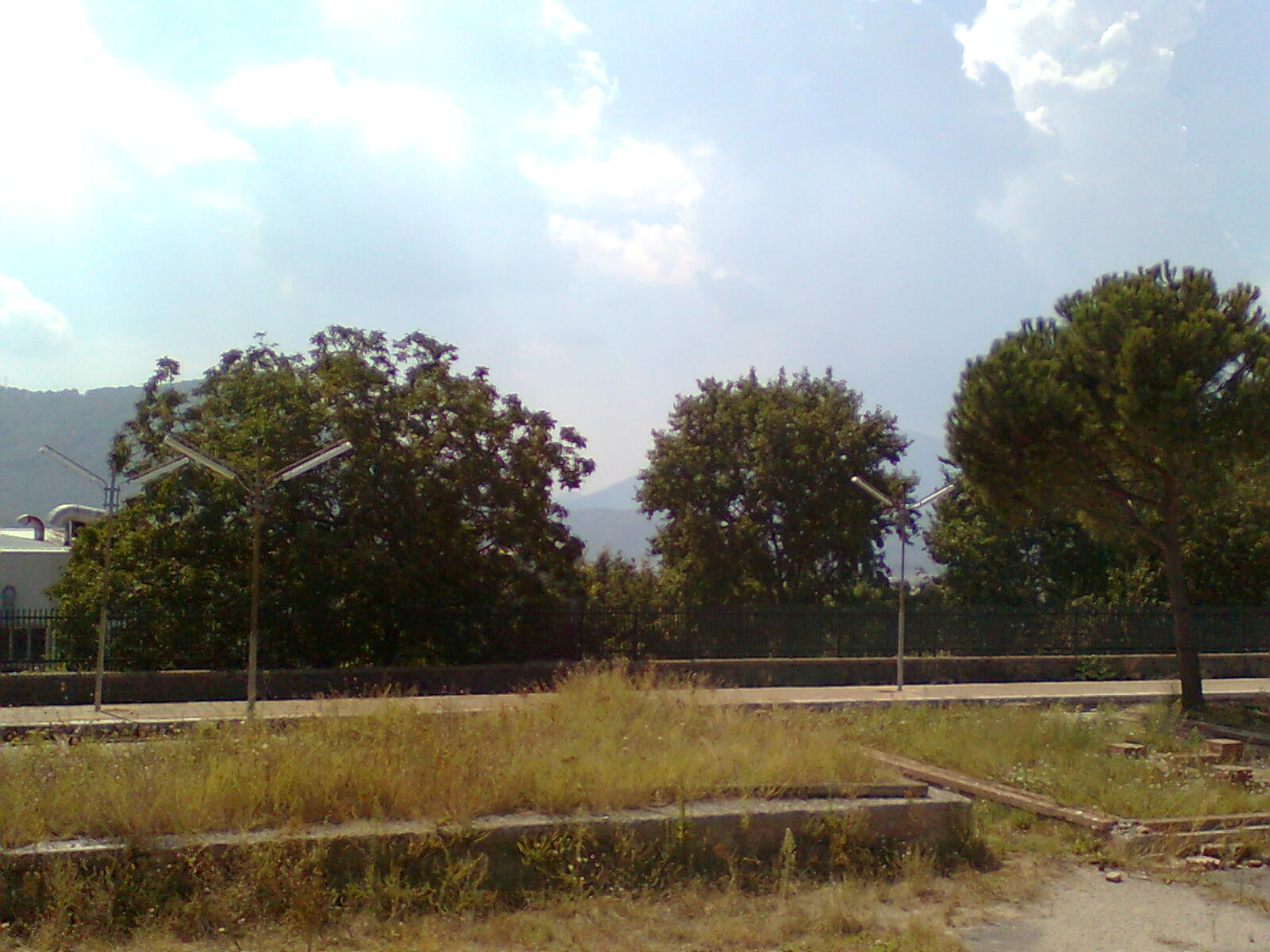
Pressi della stazione ferroviaria

La stazione di Solofra è situata in una posizione periferica rispetto al centro abitato, a 384 m s.l.m. In passato ha avuto grande importanza, poiché la ferrovia rappresentava il mezzo di trasporto più veloce per raggiungere gli altri centri. Inoltre contava su un buon traffico di viaggiatori ed un discreto traffico merci (legato perlopiù all'attività conciaria).
Questa situazione favorevole è però cambiata con l'avvento del trasporto su gomma che consentiva ai viaggiatori e alle merci di giungere con maggiore comodità nei punti di destinazione. Alla fine degli anni sessanta si ebbe così una diminuzione sia nel traffico passeggeri che nel traffico merci.
In seguito al terremoto del 1980, l'edificio della stazione è stato demolito e sostituito da un fabbricato. Negli anni novanta lo scalo merci venne chiuso e la stazione abbandonata a se stessa. Attualmente la stazione di Solofra può comunque contare su un numero di viaggiatori sufficiente che si servono della ferrovia per raggiungere i centri di Avellino, Salerno e Benevento.

### Trasporto extraurbano
Il trasporto pubblico extraurbano è costituito dalla rete di autobus A.IR., che collega il comune ad Avellino e provincia e con l'Università degli Studi di Salerno. In aggiunta ai mezzi dell'A.IR. vi sono gli autobus della SITA (che svolgono regolare servizio di trasporto, locale e a lunga percorrenza, nella provincia di Salerno e in tutta la Campania) e quelli privati della Leonetti e Gallucci (che collegano Solofra a Mercato San Severino (SA) e Nocera Inferiore (SA)).

## Amministrazione

### Sindaci
| Periodo | Periodo   | Primo cittadino     | Partito                               | Carica      | Note                              |
| ------- | --------- | ------------------- | ------------------------------------- | ----------- | --------------------------------- |
| 1923    | -         | Vincenzo Napoli     | -                                     | Sindaco     | Ultimo sindaco prima del fascismo |
| -       | -         | -                   | -                                     | ---         |                                   |
| 1946    | 1948      | Pasquale Russo      | -                                     | Sindaco     |                                   |
| 1956    | 1958      | Vincenzo Napoli     | -                                     | Sindaco     |                                   |
| 1958    | 1965      | Antonio D'Urso      | -                                     | Sindaco     |                                   |
| 1965    | 1967      | Michele Grieco      | -                                     | Sindaco     |                                   |
| 1967    | 1969      | Luigi Zolzettich    | -                                     | Sindaco     |                                   |
| 1969    | 1975      | Mario Famiglietti   | -                                     | Sindaco     |                                   |
| 1975    | 1981      | Antonio Guarino     | Democrazia Cristiana                  | Sindaco     |                                   |
| 1981    | 1981      | Antonio Del Vacchio | -                                     | Sindaco     |                                   |
| 1981    | 1983      | Pasquale Russo      | -                                     | Sindaco     |                                   |
| 1983    | 1986      | Mario Famiglietti   | -                                     | Sindaco     |                                   |
| 1986    | 1987      | Daniele Santoro     | -                                     | Sindaco     |                                   |
| 1987    | 1989      | Mario Famiglietti   | -                                     | Sindaco     |                                   |
| 1989    | 1993      | Elio Visone         | -                                     | Sindaco     |                                   |
| 1993    | 1993      | Luigi Buonanno      | -                                     | Sindaco     |                                   |
| 1993    | 1997      | Aniello De Chiara   | PSI                                   | Sindaco     |                                   |
| 1997    | 2001      | Aniello De Chiara   | PDS                                   | Sindaco     |                                   |
| 2002    | 2007      | Antonio Guarino     | centro-destra                         | Sindaco     |                                   |
| 2007    | 2012      | Antonio Guarino     | centro-sinistra                       | Sindaco     |                                   |
| 2012    | 2017      | Michele Vignola     | lista civica "Solofra Domani"         | Sindaco     |                                   |
| 2017    | 2022      | Michele Vignola     | lista civica "Continuiamo, Solofra.." | Sindaco     |                                   |
| 2022    | 2023      | Nicola Moretti      | lista civica "Per la nostra Solofra"  | Sindaco     |                                   |
| 2023    | 2023      | Antonio Incollingo  | -                                     | Comm. pref. |                                   |
| 2023    | in carica | Nicola Moretti      | lista civica "Per la nostra Solofra"  | Sindaco     |                                   |

### Altre informazioni amministrative
Il Comune di Solofra fa parte degli enti seguenti:
- Comunità montana Irno - Solofrana;
- Regione Agraria n. 5 - Alto Sabato;
- Parco regionale Monti Picentini.

## Sport

### Calcio
Hanno sede nel comune le società di calcio: ASD Città di Solofra militante in Eccellenza Campania.

### Calcio a 5
Sono presenti sul territorio due società di calcio a 5:
- La Victoria Solofra, che milita in Serie C1 a seguito della vittoria nei play-off della Serie C2 2024-2025[47];
- La A.S. Agostino Lettieri, che milita in Serie C2.

### Basket
Sono presenti sul territorio due società cestistiche:
- Una è la C.A.B. Solofra (Centro Arcobaleno Basket), che milita in serie D. Per due anni consecutivi (2009/2010 - 2010/2011) il C.A.B. Solofra ha vinto la coppa di lega di serie D;
- Una è la S.L.Z. Basket Solofra, società giovane che milita nel campionato di Serie D.

### Pallavolo
Sono presenti sul territorio due società pallavolistiche:
- Una è la Phoenix Solofra, che milita nel campionato di serie D femminile;
- Una è la M.I.G. Solofra, con attività principale sul settore giovanile.